# Dara O’Shea
Dara Joseph O’Shea (* 4. März 1999 in Dublin) ist ein irischer Fußballspieler, der beim englischen Verein FC Burnley unter Vertrag steht. Der Abwehrspieler ist seit Oktober 2020 für die irische Nationalmannschaft im Einsatz.

## Karriere

### Verein
Der in der irischen Hauptstadt geborene Dara O’Shea wechselte im Jahr 2015 in die Jugendabteilung des englischen Vereins West Bromwich Albion, nachdem er zuvor für die St. Kevin’s Boys aktiv war. In der Saison 2015/16 kam der Innenverteidiger erstmals für die Reservemannschaft in der Premier League 2 zum Einsatz. In der darauffolgenden Spielzeit 2016/17 galt er bereits als Stammspieler in dieser Auswahl und bestritt für diese 20 Ligaspiele, in denen er ein Tor erzielte.
Am 25. August 2017 wechselte er auf Leihbasis für sechs Monate zum FC Hereford in die siebtklassige Southern Football League Premier Division. Das Leihgeschäft wurde im Januar 2018 bis zum Saisonende ausgedehnt. Er traf wettbewerbsübergreifend sieben Mal für die Bulls uns stieg mit ihnen in die sechstklassige National League North auf, woraufhin er nach West Bromwich zurückkehrte.
Am 7. August 2018 wechselte O’Shea in einem sechsmonatigen Leihgeschäft zum Viertligisten Exeter City. Sein Debüt bestritt er am 29. September 2018 (10. Spieltag) beim 1:1-Unentschieden gegen den FC Port Vale, als er in der Schlussphase für Lee Martin eingewechselt wurde. Mitte November 2018 gelang ihm der Durchbruch in die Startformation und am 5. Januar 2019 wurde das Leihabkommen bis zum Ende der Spielzeit 2018/19 verlängert. Insgesamt bestritt er im Trikot der Grecians 27 Ligaspiele.
Am 13. August 2019 gab O’Shea sein Debüt in der ersten Mannschaft von West Bromwich Albion, als er bei der 1:2-Ligapokalniederlage gegen den FC Millwall über die volle Distanz der Partie auf dem Spielfeld stand. In dieser Saison wurde er vorerst nur in der Reserve eingesetzt, während die Herren der Baggies um den Aufstieg in die Premier League kämpften. Erst am 21. Dezember 2019 wurde er von Cheftrainer Slaven Bilić erstmals in einem Zweitligaspiel berücksichtigt, als er beim 1:1-Unentschieden gegen den Aufstiegskonkurrenten FC Brentford in der 49. Spielminute den verletzten Kyle Bartley ersetzte. Am 24. Januar 2020 unterzeichnete er einen neuen Dreijahresvertrag. Ab diesem Zeitpunkt setzte ihn Bilić regelmäßig als Außenverteidiger ein. Am 9. Februar 2020 (31. Spieltag) erzielte er beim 2:0-Auswärtssieg gegen den FC Millwall sein erstes Ligator.
Zur Saison 2023/24 wechselte er zum FC Burnley in die Premier League.

### Nationalmannschaft
Dara O’Shea spielte von September 2015 bis April 2016 acht Mal für die irische U17-Nationalmannschaft und erzielte dabei einen Treffer. Anschließend bestritt er zwischen Mai und November 2016 drei freundschaftliche Länderspiele für die U18. Von September 2016 bis März 2018 war er in 10 Spielen der U18 im Einsatz, in denen ihm ein Torerfolg gelang. Seit März 2019 ist er U21-Nationalspieler.
Am 14. Oktober 2020 debütierte Dara O’Shea für die irische Nationalmannschaft bei einer 0:1-Auswärtsniederlage in Finnland.